# ناحیه کیائو
ناحیه کیائو (به لاتین: Keqiao District) یک منطقهٔ مسکونی در چین است که در شاوشینگ واقع شده‌است. ناحیه کیائو ۱٬۰۴۰ کیلومتر مربع مساحت دارد.